# César du meilleur film d'animation

Logo de César du meilleur film d'animation, 2025.

Le César du meilleur film d'animation est une récompense cinématographique française décernée par l'Académie des arts et techniques du cinéma depuis 2011. De 2011 à 2013, cette catégorie récompense à la fois courts et longs métrages d'animation. Ce César n'est plus décerné qu'aux seuls longs métrages d'animation depuis la réactivation du César du meilleur court métrage d'animation en 2014.
À la suite d'une modification du règlement des César opérée le 8 novembre 2016, il n'est plus possible, pour un film, de cumuler le César du meilleur film d'animation avec celui du meilleur film.

## Palmarès

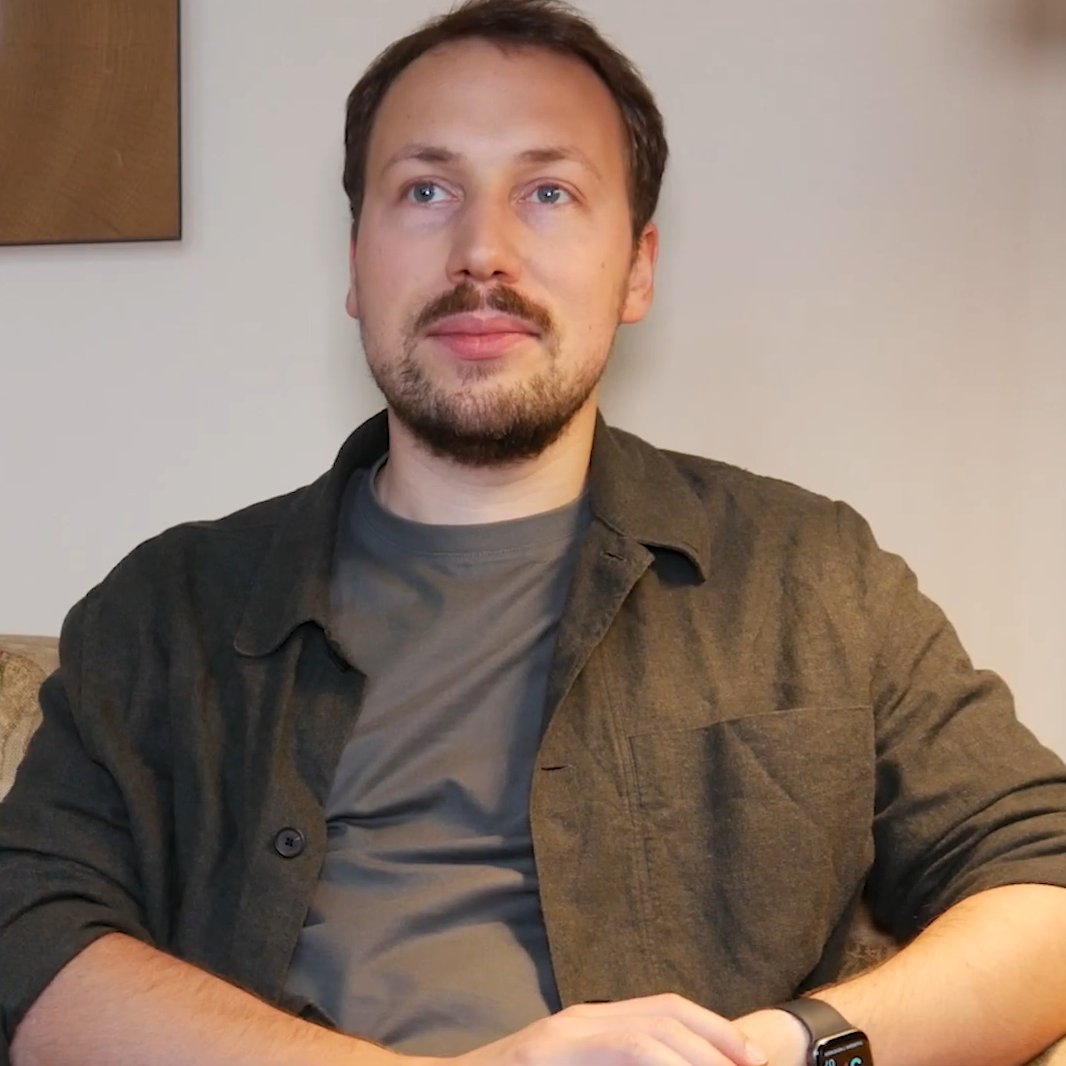
Gints Zilbalodis, réalisateur de Flow, film lauréat 2025.

Le César du meilleur film d'animation est une récompense cinématographique française décernée par l'Académie des arts et techniques du cinéma depuis 2011. De 2011 à 2013, cette catégorie récompense à la fois courts et longs métrages d'animation. Ce César n'est plus décerné qu'aux seuls longs métrages d'animation depuis la réactivation du César du meilleur court métrage d'animation en 2014.

### Années 2010
- 2011 : L'Illusionniste de Sylvain Chomet
  - Arthur et la Guerre des deux mondes de Luc Besson
  - L'Homme à la Gordini de Jean-Christophe Lie
  - Logorama de H5
  - Une vie de chat de Jean-Loup Felicioli et Alain Gagnol [2]
- 2012 : Le Chat du rabbin de Joann Sfar et Antoine Delesvaux
  - Le Cirque de Nicolas Brault
  - La Queue de la souris de Benjamin Renner
  - Un monstre à Paris d'Éric Bergeron
  - Le Tableau de Jean-François Laguionie
- 2013 : Ernest et Célestine de Benjamin Renner, Vincent Patar et Stéphane Aubier
  - Edmond était un âne de Franck Dion
  - Kirikou et les Hommes et les Femmes de Michel Ocelot
  - Oh Willy de Emma de Swaef et Marc James Roels
  - Zarafa de Rémi Bezançon et Jean-Christophe Lie
- 2014 : Loulou, l'incroyable secret d'Éric Omond ; Mademoiselle Kiki et les Montparnos d'Amélie Harrault
  - Aya de Yopougon de Marguerite Abouet et Clément Oubrerie
  - Ma maman est en Amérique, elle a rencontré Buffalo Bill de Marc Boréal et Thibaut Chatel
- 2015 : Minuscule : La Vallée des fourmis perdues de Thomas Szabo et Hélène Giraud
  - Le Chant de la mer de Tomm Moore
  - Jack et la Mécanique du cœur de Mathias Malzieu et Stéphane Berla
- 2016 : Le Petit Prince de Mark Osborne
  - Adama de Simon Rouby
  - Avril et le Monde truqué de Christian Desmares et Franck Ekinci
- 2017 : Ma vie de Courgette de Claude Barras
  - La Jeune Fille sans mains de Sébastien Laudenbach
  - La Tortue rouge de Michael Dudok de Wit
- 2018 : Le Grand Méchant Renard et autres contes... de Benjamin Renner et Patrick Imbert
  - Sahara de Pierre Coré
  - Zombillénium d'Arthur de Pins et Alexis Ducord
- 2019 : Dilili à Paris de Michel Ocelot
  - Astérix : Le Secret de la potion magique d'Alexandre Astier et Louis Clichy
  - Pachamama de Juan Antin

### Années 2020
- 2020 : J'ai perdu mon corps de Jérémy Clapin
  - La Fameuse Invasion des ours en Sicile de Lorenzo Mattotti
  - Les Hirondelles de Kaboul de Zabou Breitman et Éléa Gobbé-Mévellec
- 2021 : Josep d'Aurel
  - Calamity, une enfance de Martha Jane Cannary de Rémi Chayé
  - Petit Vampire de Joann Sfar
- 2022 : Le Sommet des dieux de Patrick Imbert
  - Même les souris vont au paradis de Denisa Grimmová et Jan Bubeníček
  - La Traversée de Florence Miailhe

- 2023 : Ma famille afghane de Michaela Pavlatova
  - Ernest et Célestine : Le Voyage en Charabie de Jean-Christophe Roger et Julien Chheng
  - Le Petit Nicolas : Qu'est-ce qu'on attend pour être heureux ? d'Amandine Fredon et Benjamin Massoubre

- 2024 : Linda veut du poulet ! de Chiara Malta et Sébastien Laudenbach
  - Interdit aux chiens et aux Italiens d'Alain Ughetto
  - Mars Express de Jérémie Périn

- 2025 : Flow, le chat qui n'avait plus peur de l'eau de Gints Zilbalodis
  - La Plus Précieuse des marchandises de Michel Hazanavicius
  - Sauvages ! de Claude Barras